# 勢州軍記
勢州軍記（日语：／ Seishūgunki）是描寫伊勢國在日本戰國時代歷史的軍記物語。
作者是伊勢北部的豪族神戶具盛的末子高島政光的孫兒神戶良政，根據成為蒲生氏鄉家臣的父親神戶政房的記錄，在返回松坂後，再聽取當地人的見聞而寫成。寬永15年（1638年），良政向德川賴宣獻上《勢州軍記》的抄錄版《勢州兵亂記》，被收錄在《續群書類從》。

## 外部連結
- 勢州軍記 （页面存档备份，存于）